# IMG Worlds of Legends
IMG Worlds of Legends est un projet de parc à thème en intérieur situé à Dubaï, aux Emirats arabes unis. Le parc devrait être divisé en sept zones thématique : Nickelodeon, Pokémon, Mattel, Ubisoft, Legends of Arabia, Saban et TOEI Animation.

## Historique
IMG Worlds, propriétaire et exploitant basé à Dubaï, a annoncé le 5 décembre 2016 le lancement de son dernier projet : IMG Worlds of Adventure.

## Attractions à venir
Situé à côté de IMG Worlds of Adventure, IMG Worlds of Legends comptera sept zones thématiques réparties sur plus de 18 hectares, avec des personnages connus.
Parmi les attractions, seront présentes des montagnes russes, des attractions aquatiques et des spectacles dans un environnement contrôlé, avec un toit rétractable. Le parc devrait être ouvert 365 jours par an.
Les attractions comprendront des licences de marques mondiales, telles que:
- Nickelodeon[4] :
  - Tortues Ninja
  - Dora l'exploratrice
  - Bob l'éponge

- Ubisoft[5] :
  - Assassin's Creed
  - Les Lapins crétins
  - Just Dance

- Saban Capital Group :
  - Power Rangers

- Pokémon :

- Mattel :
  - Poupée Barbie
  - Hot Wheels
  - Bob le Bricoleur
  - Thomas et ses amis
  - Mega Bloks

- The Animé Zone :
  - Toei Animation : Dragon Ball Z et One Piece
  - TV TOKYO : Naruto

- Les marques exclusives d'IMG Worlds :
  - Legends of Arabia

Le parc proposera aussi dix-huit mille mètres carrés d'espace de restauration, de boissons et de vente au détail.

## Lien entre les deux parcs
IMG Worlds of Legends se connectera à IMG Worlds of Adventure via un pont aérien doté de technologie, qui servira également de passerelle vers le parc. Il y aura également une passerelle piétonne, permettant un transit facile entre les deux parcs. Les clients pourront acheter des billets pour chaque parc séparément ou choisir un laissez-passer pour plusieurs parcs pour une unique journée pour familles et amis.